# Liga Provincial de Fútbol del Callao 1934
La Primera División Provincial de Fútbol del Callao, es máxima división del fútbol chalaco. Fue la tercera edición se llevó a Cabo en 1934. El campeón del certamen fue el club Atlético Chalaco, logrando su segundo título de la primera división chalaca.

## Historia
En el año de 1934, se lleva a cabo la tercera edición de la Liga Provincial de Fútbol del Callao. La primera división estuvo integrada por los 7 equipos que se mantuvieron la categoría del periodo anterior. El nuevo inquilino es el club Atlético Excelsior, campeón de la División Intermedia de 1933.
Al finalizar el certamen, el club Atlético Chalaco campeona por segunda vez la liga. El club Telmo Carbajo logra el subcampeonato. Finalmente el equipo Federico Fernandini, termina último del campeonato, descendiendo de la categoría. Con ello retorna a la División Intermedia de 1935.

## Equipos
- Atlético Chalaco  - Campeón
- Telmo Carbajo - Subcampeón
- Unión Buenos Aires.
- Alianza Frigorífico Nacional
- Sportivo Jorge Chávez
- Unión Estrella
- Atlético Excelsior
- Federico Fernandini- Pierde la categoría

## Enlaces
- Sistema del campeonato Fútbol del Callao 1934
- 1936: Liga Provincial del Callao, escalafón inferior a la División de Honor.